# Piet Timmer
Pieter (Piet) Timmer (Amsterdam, 29 mei 1910 – aldaar, 30 november 1984) was als pianist en componist verbonden aan cabaretgroep De Inktvis.
Cabaretgroep De Inktvis werd in 1947 gevormd uit medewerkers van Het Parool. Enkele leden uit die groep waren Annie M.G. Schmidt, Ton van Duinhoven en Simon Carmiggelt. Timmer was mogelijk de eerste die de muziek heeft geschreven voor liedjes van Annie M.G. Schmidt. Hij had een zeer karakteristiek harde aanslag, die goed van pas kwam bij de optredens, en werd gezien als de muzikale steun en toeverlaat.
Bij Het Parool was hij werkzaam als opmaakredacteur. Een baan, welke hij mocht doen mede vanuit zijn rol bij het verzet, wat hij samen met zijn vrouw Gerda deed in de Tweede Wereldoorlog. Hij had een journalistieke carrière.
Piet Timmer was gehuwd, vader van drie kinderen en is op 30 november 1984 gestorven op de leeftijd van 74 jaar. Hij werd begraven op Westgaarde.